# کوه‌زایی اورالی
کوه‌زایی اورالی (انگلیسی: Uralian orogeny) به مجموعه‌ای از رویدادهای طولانی شکل‌گیری و تغییرات خطی کوه‌ها گفته می‌شود که باعث تشکیل رشته‌کوه اورال شده است. این فاز کوه‌زایی در دوره‌های کربنیفر پسین و پرمین در دوران دیرینه‌زیستی (۳۲۳–۲۹۹ و ۲۹۹–۲۵۱ میلیون سال پیش) آغاز شده و هم‌زمان با آخرین سری برخوردهای قاره‌ای در تریاس و اوایل ژوراسیک پایان یافت. در زمین‌ساخت صفحه‌ای کوه‌زایی اورالی ناشی از حرکت جنوب غربی صفحه سیبری است که باعث فشرده شدن صفحه کوچک‌تر قزاقستان بین این صفحه و ابرقاره پانگه‌آ شده است.
مناطق کمربند کوه‌زایی اورالی که تحت تأثیر این کوه‌زایی بوده‌اند اغلب به عنوان مرز میان اروپا و آسیا به‌شمار می‌روند. این محدوده از دریاچه آرال تا نوایا زملیا گسترده شده است و علاوه بر کوه‌های اورال، پشته پای-خوی و تپه‌های موگودژار در شمال غرب قزاقستان را نیز در بر می‌گیرد. مجموع طول این کمربند کوه‌زایی حدود ۳۵۰۰ کیلومتر است که ۲۵۰۰ کیلومتر آن کوه‌های اورال را در بر می‌گیرد.